# Iglesia-convento de Santa Teresa
La iglesia-convento de Santa Teresa es una edificación de España localizada en la ciudad de Ávila (provincia de Ávila, comunidad autónoma de Castilla y León). El edificio fue construido a principios del siglo XVII —supuestamente sobre la casa natal de Santa Teresa de Jesús— bajo la advocación de la orden de los carmelitas descalzos. Con motivo de reparar los daños sufridos por el edificio —recibidos principalmente durante un periodo de exclaustraciones del siglo XIX— el monumento ha sufrido dos restauraciones, que comenzaron a llevarse a cabo en 1888 y 1982 respectivamente. Fue declarado Monumento Nacional (figura de protección equivalente a la actual de Bien de Interés Cultural para bienes inmuebles) el 04 de enero de 1886.
Al tratarse de un terreno bastante hostil (el suelo era muy húmedo, lo que provocaba que la piedra se deteriorara fácilmente), las soluciones originales fueron tornándose cada vez más imposibles, lo que se tradujo en constantes reparaciones desde que Alonso de San José, maestro arquitecto de la orden (esta era una práctica muy común hasta la fundación de la academia de San Fernando: religiosos de formación en arquitectura levantaban los edificios de la orden a la que pertenecían), terminó el convento en torno a 1636.
La disposición del convento es un tanto extraña, puesto que tiene un propósito particular: su orientación es hacia el norte (y no hacia el este, como es lo habitual), puesto que pretende situar la cabecera del templo en la habitación de Santa Teresa. Por ello, el claustro y las dependencias monásticas se sitúan al norte.
En cuanto a la iglesia, se encuentra dentro del estilo barroco, siguiendo en planta los principios de la orden carmelita, similares a los que ya había usado anteriormente la orden jesuítica: Planta de una sola nave, con capillas laterales a ambos lados (la diferencia con la planta jesuítica es que estas poseen puertas que unen las capillas laterales, mientras que aquí no). En cuanto a la fachada, sigue los rigurosos principios del primer tercio del siglo XVII, mostrando un semblante muy sobrio, aunque comienza a existir cierta decoración y un uso poco correcto de los órdenes, a la que se accede por una triple arcada, continuando el modelo que Francisco de Mora ya había establecido en el convento de San José, en la misma ciudad. En la capilla mayor podemos ver un retablo que pertenece al segundo tercio del siglo XVII. 
El Dicasterio para el Culto Divino y la Disciplina de los Sacramentos le concedió el título de basílica menor por decreto de fecha 13 de julio de 2022.